# Казанкап (поселение эпохи палеолита)
Казанкап (также Казангап) — поселение эпохи палеолита в Казахстане. Расположено в горах Тантай и Казанкап в 280 км на северо-запад от города Тараз. Открыто в 1961 году экспедицией Каратауского палеолитического отряда Института истории, археологии и этнографии АН Казахстана (руководитель Х. А. Алпысбаев). С площадки размерами 112×200 м собрано более 300 каменных артефактов: двусторонние рубящие орудия (11), рубящие орудия из нуклеуса (5), скребла (6), односторонние, рубящие орудия (3), ручные рубила (4), нуклеусы (5), другие формы орудий (10), кремни (242). Большинство отщепов (215) относятся к типу клектон. Также найдены каменные пластины (15), изготовленные по технике Леваллуа. Казанкапское поселение даёт основание связать друг с другом палеонтологические памятники Центрального и Южного Казахстана и определить их хронологию.